# Sanguisorba magnifica
Sanguisorba magnifica är en rosväxtart som beskrevs av Schischkin och Komarov. Sanguisorba magnifica ingår i släktet storpimpineller, och familjen rosväxter. Inga underarter finns listade i Catalogue of Life.